# Comuna Malå
Malå (Malå kommun) este o comună din comitatul Västerbottens län, Suedia, cu o populație de 3.155 locuitori (2013).

## Geografie

### Zone urbane
Lista celor mai mari zone urbane din comună (anul 2015) conform Biroului Central de Statistică al Suediei:
| Nr | Zona urbană | Pop.  |
| -- | ----------- | ----- |
| 1  | Malå        | 2.043 |

## Demografie
| \| Evoluția demografică în comuna Malå, 1970–2015 \| Evoluția demografică în comuna Malå, 1970–2015 \| Evoluția demografică în comuna Malå, 1970–2015 \| Evoluția demografică în comuna Malå, 1970–2015 \| Evoluția demografică în comuna Malå, 1970–2015 \| \| ----------------------------------------------------------------------------------------------------- \| ---------------------------------------------- \| ---------------------------------------------- \| ---------------------------------------------- \| ---------------------------------------------- \| \| An \| \| \| Locuitori \| \| \| 1970 \| 1970 \| \| 4653 \| 4653 \| \| 1975 \| 1975 \| \| 4347 \| 4347 \| \| 1980 \| 1980 \| \| 4312 \| 4312 \| \| 1985 \| 1985 \| \| 4222 \| 4222 \| \| 1990 \| 1990 \| \| 4154 \| 4154 \| \| 1995 \| 1995 \| \| 3981 \| 3981 \| \| 2000 \| 2000 \| \| 3610 \| 3610 \| \| 2005 \| 2005 \| \| 3421 \| 3421 \| \| 2010 \| 2010 \| \| 3274 \| 3274 \| \| 2015 \| 2015 \| \| 3109 \| 3109 \| \| Sursa: SCB - Statistika Centralbyrån, Folkmängd efter region, civilstånd, ålder och kön. År 1968–2016 \| \| \| \| \| |      |  |           |      |
| Evoluția demografică în comuna Malå, 1970–2015 |      |  |           |      |
| An |      |  | Locuitori |      |
| 1970 | 1970 |  | 4653      | 4653 |
| 1975 | 1975 |  | 4347      | 4347 |
| 1980 | 1980 |  | 4312      | 4312 |
| 1985 | 1985 |  | 4222      | 4222 |
| 1990 | 1990 |  | 4154      | 4154 |
| 1995 | 1995 |  | 3981      | 3981 |
| 2000 | 2000 |  | 3610      | 3610 |
| 2005 | 2005 |  | 3421      | 3421 |
| 2010 | 2010 |  | 3274      | 3274 |
| 2015 | 2015 |  | 3109      | 3109 |
| Sursa: SCB - Statistika Centralbyrån, Folkmängd efter region, civilstånd, ålder och kön. År 1968–2016 |      |  |           |      |